# Natalia Revuelta Clews
Natalia Revuelta Clews (6 tháng 12 năm 1925 – 27 tháng 2 năm 2015) là socialite người Cuba, tình nhân của Fidel Castro và là mẹ của cô con gái ông tên gọi Alina Fernández. Cả Revuelta và Castro đều đã kết hôn với người khác.

## Tiểu sử
Bà hoạt động tích cực trong phong trào đối lập ở Cuba từ sau cuộc đảo chính năm 1952 của Fulgencio Batista và sau khi được người quen giới thiệu với Fidel Castro, bà đã quyên góp tiền bạc và tích cực hỗ trợ ông và phong trào 26 tháng 7.
Sau sự ra đời của cô con gái vào năm 1956 và Castro trở về nước sau cuộc sống lưu vong ở México, Revuelta vẫn ủng hộ cách mạng Cuba nhưng không tiếp tục mối quan hệ với ông ấy nữa.